# Cataplana

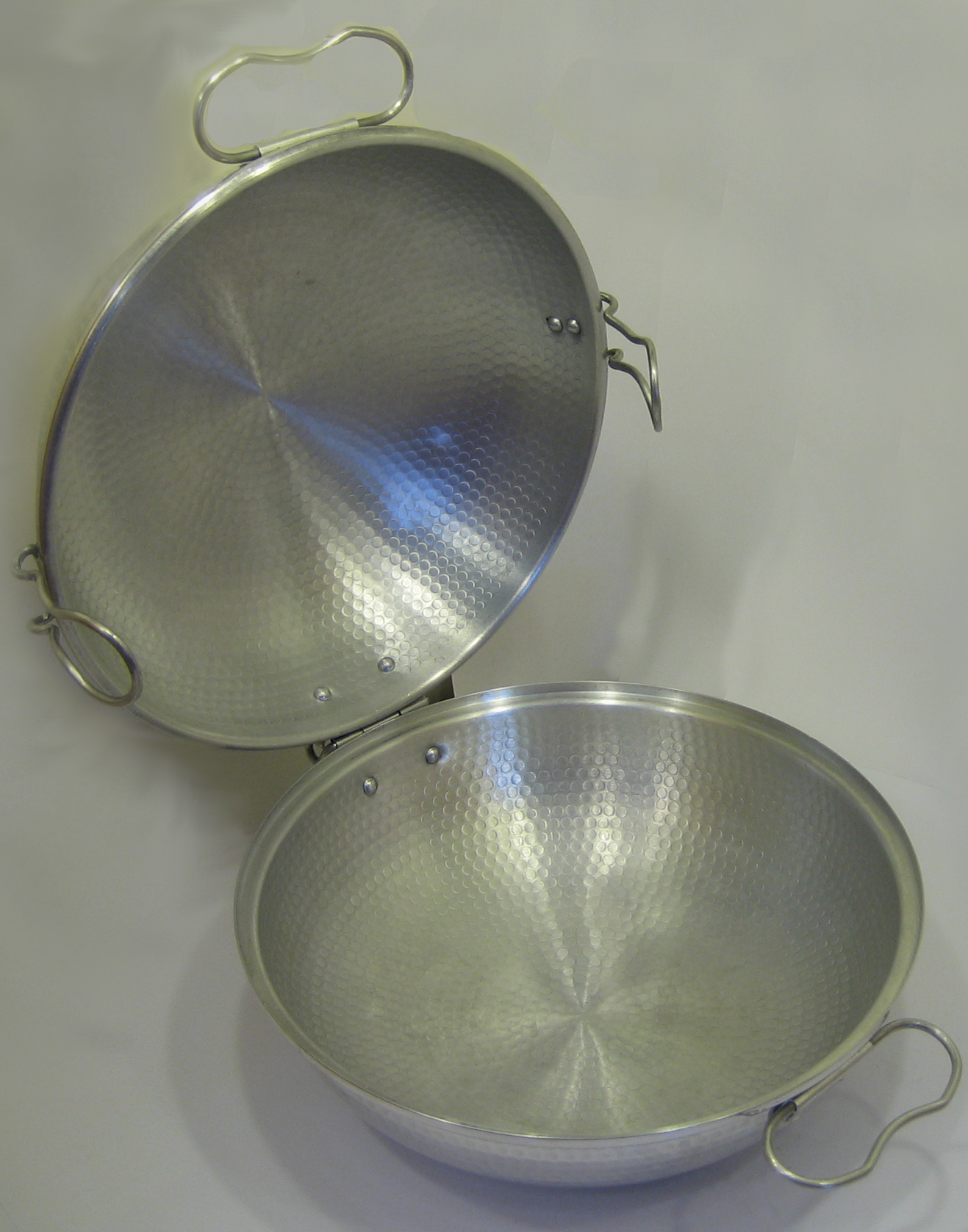
Cataplana aberta

A cataplana é um recipiente para cozinhar alimentos típicos do Algarve, com origem do período Árabe. Também se usa o mesmo termo para designar os alimentos confecionados nesse recipiente.
É uma espécie de panela metálica formada por duas partes côncavas que se encaixam com auxílio de uma dobradiça e muitas vezes com dois fechos laterais. Originalmente de cobre ou latão, a cataplana é atualmente fabricada de alumínio, mas com um banho de cobre para lhe dar o aspecto característico. Existem cataplanas de várias dimensões, de acordo com a quantidade de comida que se pretende preparar, e ainda “cataplanas” de aço, por vezes elétricas, que fazem o mesmo trabalho, mas já não têm o formato tradicional.
Normalmente, os alimentos - geralmente mariscos, mas por vezes com diferentes formas de carne de porco, com cebola, vários temperos e, por vezes, batatas ou outros vegetais - são colocados em cru dentro da cataplana e deixados a cozinhar com ela fechada em lume brando.
Pode considerar-se que a cataplana é equivalente à antiga panela de ferro fundido ou à tajine marroquina.